# Tyreece Kennedy-Williams
Tyreece Kennedy-Williams (sinh ngày 8 tháng 1 năm 2000) là một cầu thủ bóng đá người Anh hiện tại thi đấu cho Southern League Premier Division Central Redditch United, mượn từ Notts County, ở vị trí hậu vệ.

## Sự nghiệp thi đấu

### Notts County
Kennedy-Williams có màn ra mắt cho Notts County vào ngày 9 tháng 10 năm 2018 trong trận đấu tại EFL Trophy trên sân nhà trước Newcastle United khi mà đội khách giành chiến thắng 2-0, Tyreece thi đấu cả trận.